# 藤田よしこ
藤田 よしこ（ふじた よしこ、1966年6月16日 - ）は、日本のタレント・女優。旧芸名は藤田 芳子（読み名同じ）、藤田 佳子。東京都出身。

## 来歴・人物
東洋大学短期大学英文学科卒業。モデルとして活躍中の1988年、カネボウスイムウエアイメージモデルに選ばれる。同年は大和銀行イメージガールとして店頭ポスターなどに起用される。
その後は、アコムイメージキャラクター等を務めた。
その後は女優業に専念し、後に芸名を藤田佳子に変更。ゴルフのプロアマ競技や、芸能人ゴルフ大会（叙々苑カップ芸能人ゴルフチャンピオン決定戦等）に常連として出場している。

## 出演

### テレビドラマ
- 水曜ドラマ マダム・りん子の事件帖（1991年、NHK） - 四神美穂 役
- 刑事貴族2 第13話「かわいい麻薬捜査官」（1991年、日本テレビ）
- HOTEL（TBS）
  - 第2シリーズ 第10話 「ヤクザさま宿泊中」（1992年）
  - 第3シリーズ 第24話・第25話（1994年）
  - 第4シリーズ 第11話・第12話（1995年）
- 名奉行 遠山の金さん
  - 第5シリーズ 第6話「涙の仇討!二度裏切られた女」（1993年） - 三枝千草 役
  - 第7シリーズ 第10話「赤猫まねき!?狙撃された桜吹雪」（1995年） - おみね 役
- 取調室(火曜サスペンス劇場) 第1作　(1994年)

- 水戸黄門（TBS）
  - 第25部 第18話「命を賭けた唐津焼」(1997年4月28日)　- おまつ　役
  - 第26部 第1話「伊賀への旅立ち-伊賀上野-」（1998年2月9日） - 沙耶 役
  - 第27部 第29話「不良娘が流した涙-行田-」（1999年10月11日） - お篠 役
  - 第31部 第8話「壊れた香炉は職人魂-桑名-」（2002年12月2日） - おしん 役
  - 第37部 第17話「育ての母、涙の決心 -一関-」（2007年7月30日） - 葛木 役
- 笑顔がいちばん
- はぐれ刑事純情派
  - （PART5）第14話（1992年7月8日） - 神崎尚美 役
  - （PART8）第9話（1995年6月7日） - 水口和子 役
  - （PART13）第13話（2000年6月28日） - 植村明美 役
- 暴れん坊将軍VII 第4話「花の吉原 空飛ぶおいらん」（1996年） - 春霞 役
- 探偵 左文字進 第9作「16年目の訪問者」（2004年、TBS） - 香織 役

### 映画
- ミナミの帝王2
- 利休
- 王様の漢方
- 少年と星と自転車

### 舞台
- CHICACO 2024（2024年） - 丸田栄子 役[1][2]
- 後鳥羽伝説殺人事件（2024年） - 野上智子 役[3][4]

### CM
- 亀田製菓 豆こもち
- ブルボン ショコリーノ
- デビアス
- アコム

### 写真集
- Trap（1988年、ワニブックス）

### バラエティー
- クイズ!脳ベルSHOW（BSフジ、2020年10月28・29日)